# 사라 마셜

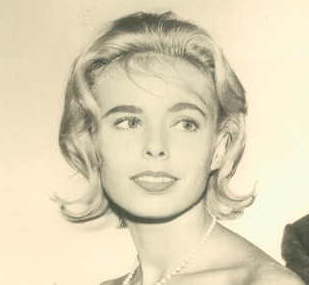

사라 마셜(Sarah Marshall, 1933년 5월 25일 ~ 2014년 1월 18일)는 영국의 배우, 연극 배우, 텔레비전 배우, 영화배우이다.
런던에서 태어났으며 로스앤젤레스에서 사망하였다. 사인은 암이다.

## 영화
- 유어 마더! (2015년)
- 안달루시아 (2007년)
- 섹시 보이즈 (2001년)
- 더 벙커 (1981년)
- 로드 러브 어 덕 (1966년)
- FBI (1965년)
- 길고 긴 여름날 (1958년)